# レクサス・RC
RC（アールシー、Lexus RC）は、トヨタ自動車が展開する高級車ブランド「レクサス」が販売する2ドアクーペである。

## 概要
レクサスのクーペモデルとしては、2010年に生産を終了したSC以来約4年ぶりの復活となる。エクステリアは、「アヴァンギャルド・クーペ」をテーマに、フロントからキャビン、リヤへと連続する一体感あるプロポーションと、クーペならではの佇まいを融合。また、スピンドルグリルを起点とするワイド＆ローのフロントビューと、張り出したホイールフレア、L字型に発光するフロント・リヤのLEDランプを特徴とする。
インテリアでは、ドアトリムやコンソールリッドに同形状のデザインエレメントを連続的に重ね合わせ、そのなかに金属や革調素材を織り込むことでエレガンスを表現。また、ドアトリムのオーナメントパネル裏側から上方に発光するアンビエントイルミネーションをレクサス車として初採用した。
大断面のロッカーパネルなどの採用によりボディ剛性を強化するとともに、レーザースクリューウェルディングやボディ接着剤、高剛性のガラス接着剤なども採用し、走りと乗り心地の両立を図った。また、操縦安定性向上のためフラット化を徹底したアンダーボディやエアロスタビライジングフィンを装着し、空気の流れを車両安定性の確保に利用する「空力操安」というアプローチを採っている。
サスペンションでは、「NAVI・AI-AVS」を採用し、フラットな乗り心地と安定性を実現するとともに、ナビゲーションから受信したコーナー情報をもとにあらかじめ減衰力の制御を行うことで、優れた旋回性能を確保する。
「F SPORT」は、Fメッシュパターンのスピンドルグリルや、メーターリングがスライドする液晶メーターなど専用パーツを装備。また、「RC350 "F SPORT"」には、ギヤ比可変ステアリング（VGRS）、EPSおよび後輪の切れ角を制御するDRSを統合制御するLDH（レクサス・ダイナミック・ハンドリングシステム）を採用した。
安全装備では、プリクラッシュセーフティシステム (ミリ波レーダー方式)、レーンディパーチャーアラート」、オートマチックハイビーム、ブラインドスポットモニター、リヤクロストラフィックアラートを全車にメーカーオプション設定。また、2017年11月に実施した一部改良では、予防安全パッケージ「Lexus Safety System +」を全車に標準装備とし安全性能の強化を図っている。

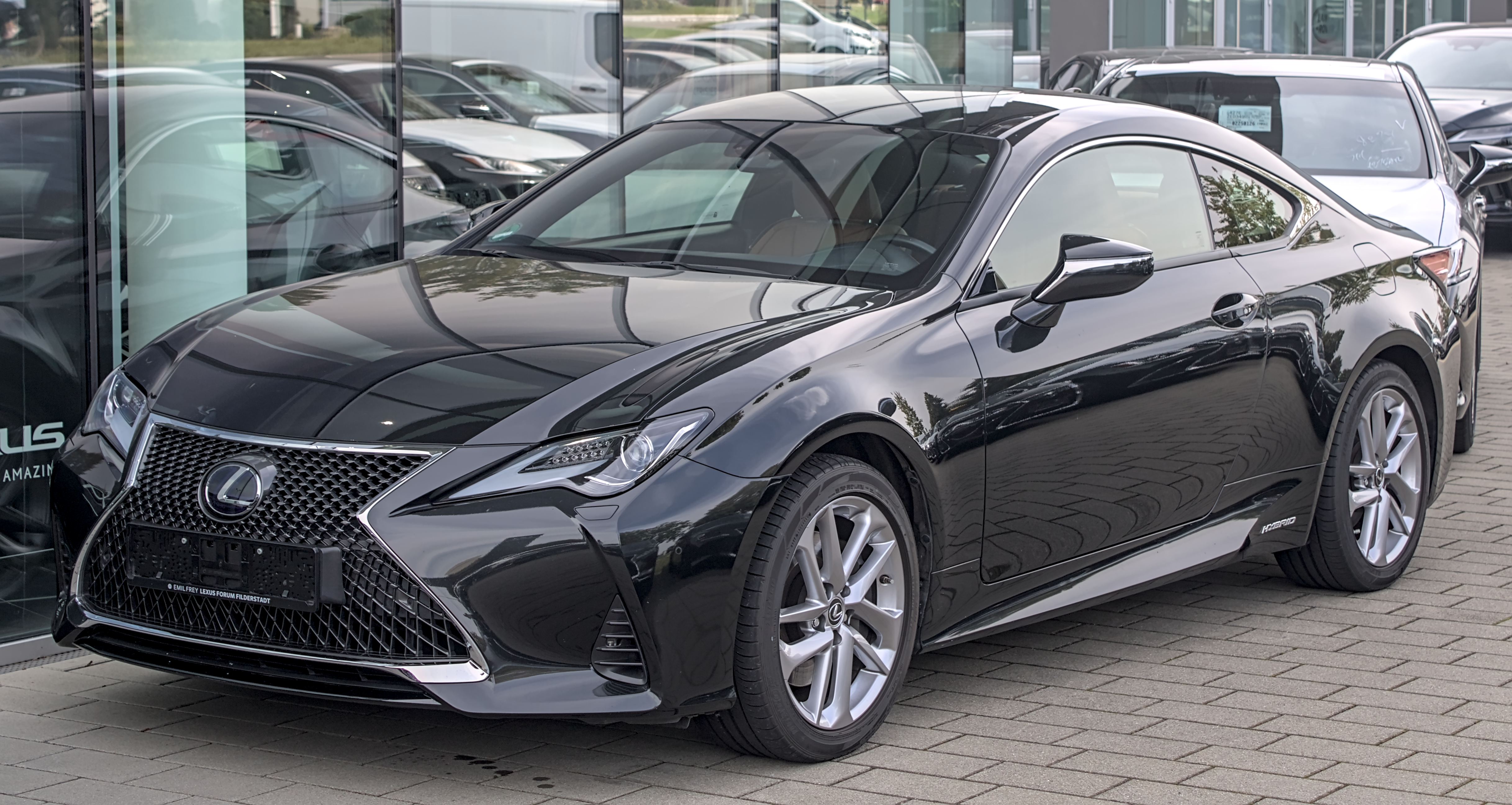
RC300h 2018年10月改良型（フロント）
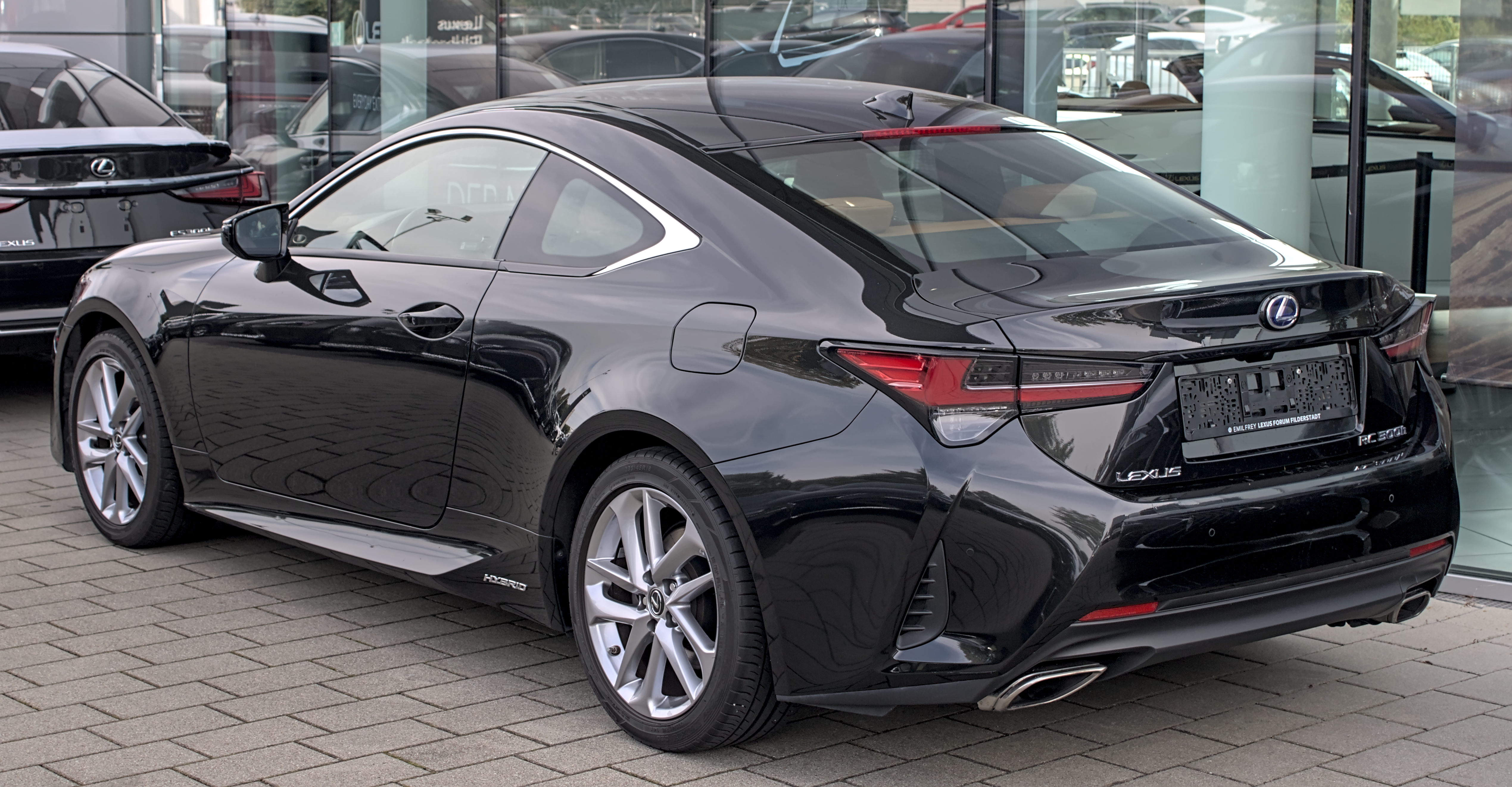
RC300h 2018年10月改良型（リア）

### パワートレイン
パワートレインは、「RC350」に3.5 L V型6気筒エンジン「2GR-FSE」型を搭載。最高出力234kW（318PS）と最大トルク380N・m（38.7kgf･m）を発生する。トランスミッションは電子制御8速AT「8-Speed SPDS」を採用。ハイブリッド車の「RC300h」にはクラウンやGS、ISなどに搭載されている2.5 L直列4気筒「2AR-FSE」型をコアとするハイブリッドシステムを搭載。システム最高出力は162kW（220PS）を発生するとともに、JC08モード走行燃費で23.2km/Lとシリーズ随一の低燃費を実現。トランミッションは電気式無段変速機で、6速シーケンシャルシフトを組み合わせる。
また、2015年9月には2.0 L直列4気筒ターボエンジン「8AR-FTS型」を搭載する「RC200t」（2017年11月に「RC300」に改称）をエントリーモデルとして追加している（詳細は、下記年表の「2015年9月17日」を参照）。
燃料については、RC300（旧称：RC200t）とRC350は無鉛プレミアムガソリン（ハイオク）仕様であるが、RC300hは無鉛レギュラーガソリン仕様である。
| モデル                 | 販売期間              | エンジン・ 電気モーター | 排気量 (cc)      | タイプ                   | トランスミッション    | 最高出力 (kW (PS)/rpm) | 最大トルク (Nm (kgm)/rpm) |
| ガソリンエンジン       | ガソリンエンジン      | ガソリンエンジン        | ガソリンエンジン | ガソリンエンジン         | ガソリンエンジン      | ガソリンエンジン       | ガソリンエンジン          |
| ---------------------- | --------------------- | ----------------------- | ---------------- | ------------------------ | --------------------- | ---------------------- | ------------------------- |
| RC300 （旧称：RC200t） | 2015年9月-現在        | 8AR-FTS型               | 1,998            | 直列4気筒 直噴DOHCターボ | 8速AT（8-Speed SPDS） | 180 (245) / 5,800      | 350 (35.7) / 1,650-4,400  |
| RC350                  | 2014年10月-2017年11月 | 2GR-FSE型               | 3,456            | V型6気筒 直噴DOHC        | 8速AT（8-Speed SPDS） | 234 (318) / 6,400      | 380 (38.7) / 4,800        |
| RC350                  | 2017年11月-           | 2GR-FKS型               | 3,456            | V型6気筒 直噴DOHC        | 8速AT（8-Speed SPDS） | 234 (318) / 6,600      | 380 (38.7) / 4,800        |
| ハイブリッド           |                       |                         |                  |                          |                       |                        |                           |
| RC300h                 | 2014年10月-           | 2AR-FSE型               | 2,493            | 直列4気筒 直噴DOHC       | 電気式無段変速機      | 131 (178) / 6,000      | 221 (22.5) / 4,200-4,800  |
| RC300h                 | 2014年10月-           | 1KM型                   | -                | 交流同期電動機           | 電気式無段変速機      | 105 (143)              | 300 (30.6)                |
| RC300h                 | 2014年10月-           | システム最高出力        | -                | -                        | 電気式無段変速機      | 162 (220)              |                           |

## RC F
RC F（アールシー・エフ、Lexus RC F）は、RCをベースに開発されたスポーツバージョン。アグレッシブな意匠と、サーキット走行ができる超高性能プレミアムスポーツカーであり、"F"のスポーツイメージをけん引していくモデルとして開発された。エンジン、足回り、空力パーツなどに専用の技術や装備を採用している。
パワートレインには5.0 L V型8気筒の「2UR-GSE」型を搭載。無鉛プレミアムガソリン（ハイオク）仕様であり、最高出力351 kW (477 PS)と最大トルク530 N⋅m (54.0 kgf⋅m)を発生する。レクサス・IS Fが搭載していた仕様に対し、シリンダーヘッドやコンロッドなどを刷新することで、出力/トルクは前モデルと比べてそれぞれ40 kW (54 PS) / 25 N⋅m (2.5 kgf⋅m)向上。街中などでの低負荷走行時には、アトキンソンサイクルでの燃焼に切り替えることで、低燃費と高出力を両立している。トランスミッションは8-Speed SPDSを組み合わせている。
走行性能では、後輪駆動車として世界初採用となる駆動力制御システム「TVD」をメーカーオプション設定。走行状態に応じて後輪左右の駆動力を電子制御し、コーナリング時に理想的な車両挙動を実現する。RCで採用した大断面のロッカーパネル、レーザースクリューウェルディングなどに加え、専用のフロアアンダーブレース、リヤパーテーションブレースなどを追加しボディ剛性をさらに強化。また、19インチ大径タイヤ（フロント：255/35ZR19、リヤ：275/35ZR19）を採用するとともに、サスペンションはパーツを新設計しサスペンション剛性の確保とロール剛性の適正化を実施。ブレーキは、フロント/アルミ対向6ピストン、リヤ/アルミ対向4ピストンモノブロックキャリパーを採用した。
エクステリアは、前後バンパー・フロントフェンダー・エンジンフード・トランクリッドが専用デザイン。また、リヤフェンダーフレアが拡大されている。レクサス初の"F"専用漆黒メッキグリルモールを採用し、大型ブレーキ冷却ダクトを設置したスピンドルグリルと、フロントバンパーの両サイドに位置するオイルクーラー開口部形状でダブルのスピンドルを形成し、RC Fの独自性を表現。加えて、トラペゾイダル（台形）配置の4連エキゾーストディフューザーや、フロントフェンダーに刻まれたL字シェイプのサイドエアアウトレットなどで、"F"のアイデンティティを継承。エンジンフード上のエアアウトレットや、速度に応じて制御される可動式リヤスポイラー「アクティブリヤウイング」などは、冷却性能や空力性能が効果的に機能するようデザインされている。ボディサイズは、RCに対し、全長、全幅がそれぞれ10mmずつ拡大されるほか、全高は5mm低くなっている。
インテリアでは、表皮一体発泡成形により体圧分布とホールド性に配慮したヘッドレスト一体のハイバックスポーツシートを採用。また、ステアリングホイール&シフトノブのディンプル本革に施したかがり縫いステッチは、ホワイト、ブラック、ブルーの3色で構成する専用意匠とした。さらにドライブモードに連動して表示が切り替わる"F"専用メーターを搭載している。
Carbon Exterior packageは、LFA工房で生産するカーボン製のエンジンフードやルーフとTRDによるカーボン製のアクティブリヤウイングを採用したことで、約10kgの軽量化するとともに、ツートーンカラーとなるエクステリアが個性を印象づけている。

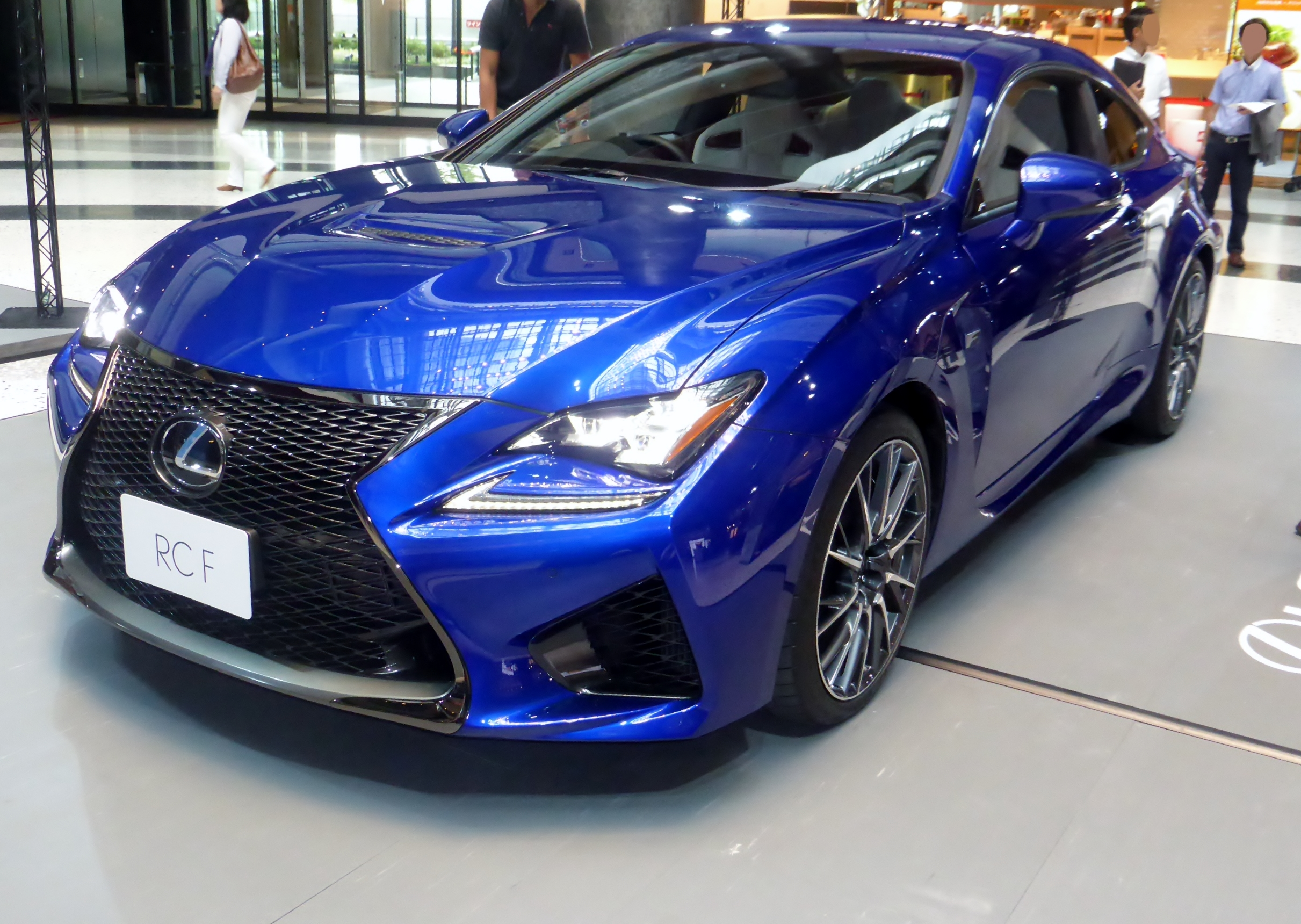
RC Fプロトタイプ（フロント）
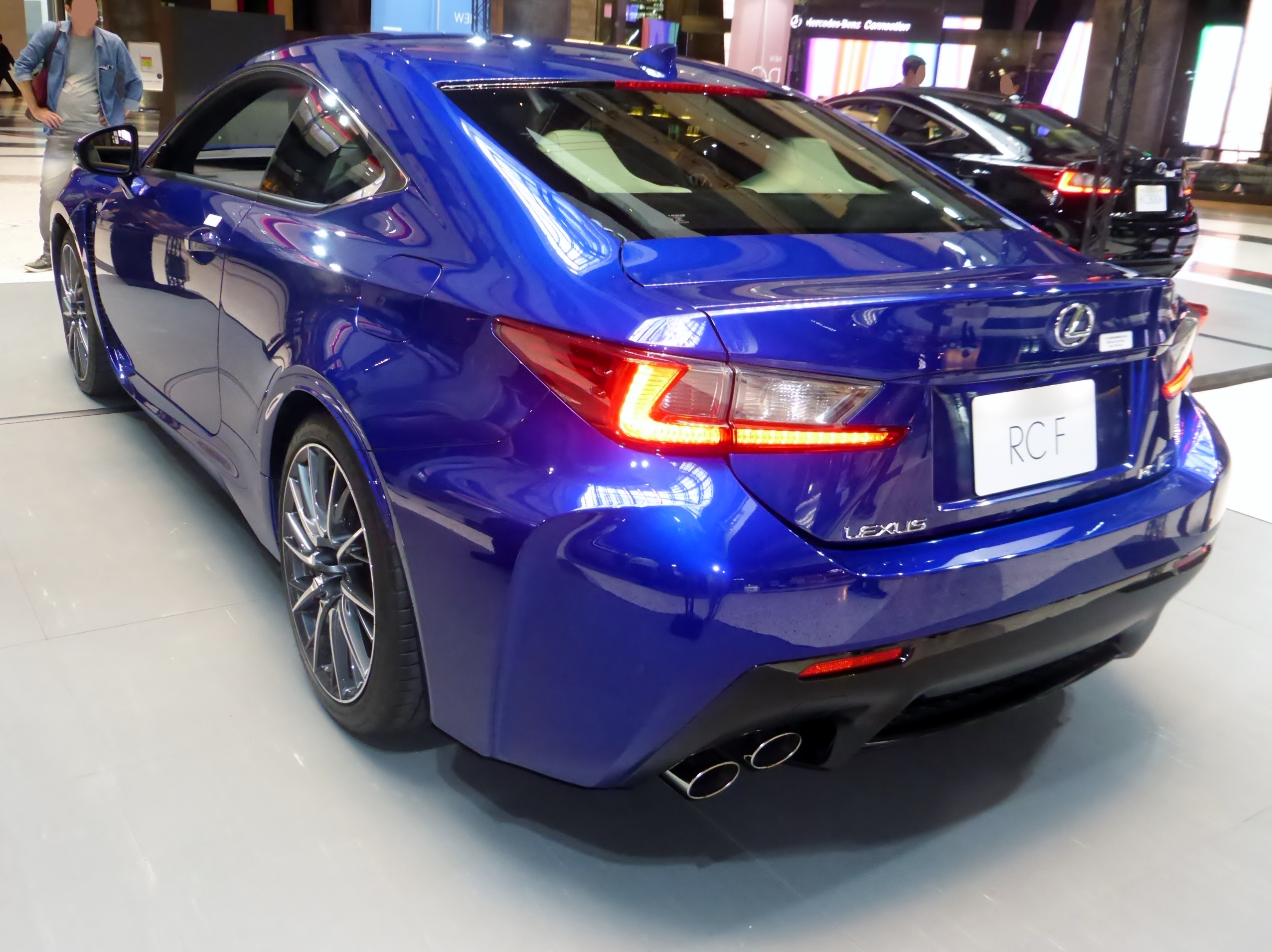
RC Fプロトタイプ（リア）
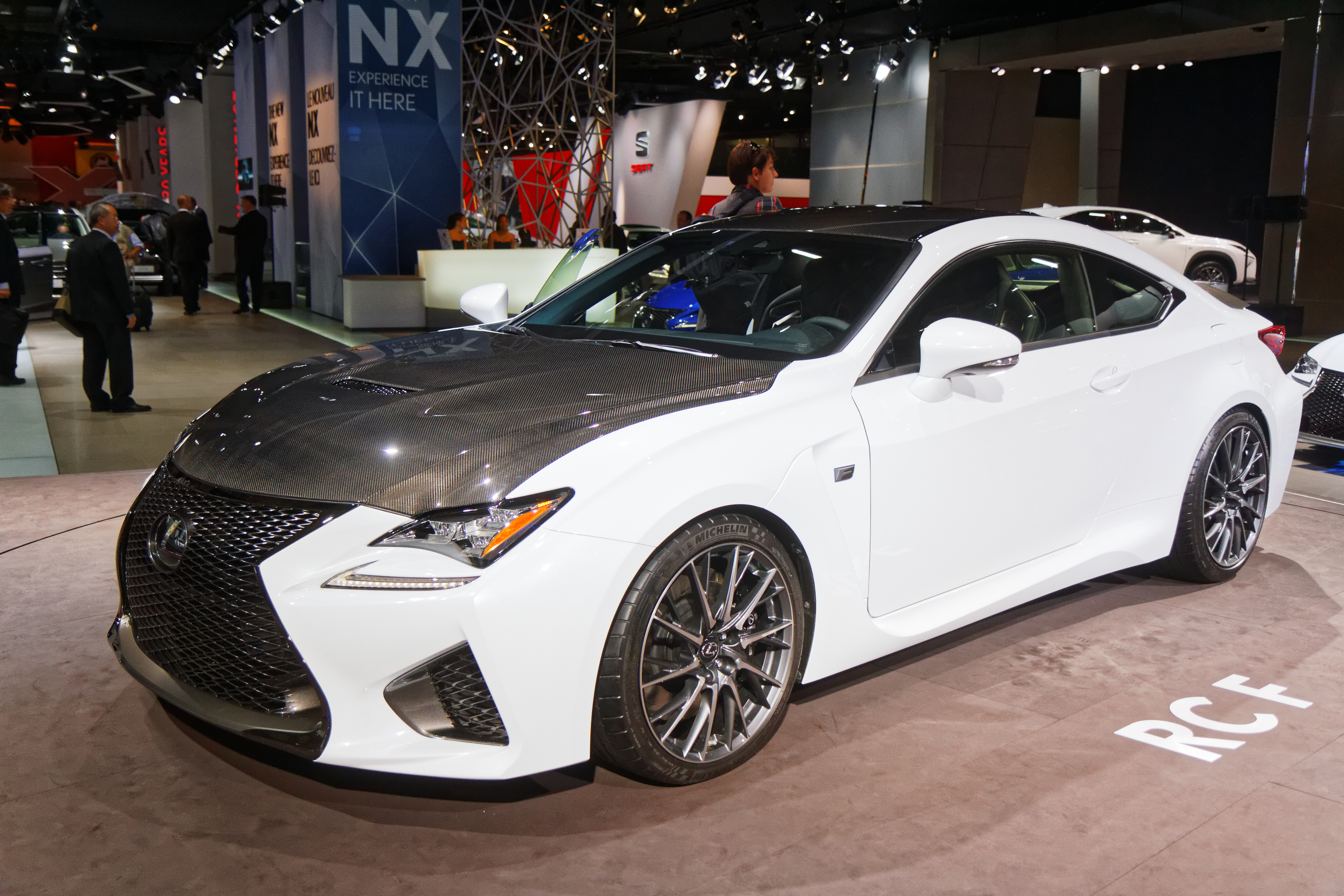
Carbon Exterior package

## 年表
2013年11月20日
第43回東京モーターショーで「RC」をワールドプレミア。発売は2014年後半と発表。
2014年1月14日
2014年北米国際自動車ショー（デトロイトモーターショー）にて、「RC F」をワールドプレミア。発売は2014年後半と発表。
2014年2月28日
第84回ジュネーブモーターショーに、「RC F SPORT」を出展すると発表。
2014年10月23日
RC・RC F共に、同日発売。なお、RC F "Carbon Exterior package"のみ、2015年1月末頃の発売と発表。
RCのラインアップは、直列4気筒2.5Lハイブリッドシステムを搭載する「RC300h」、V型6気筒3.5Lを搭載する「RC350」の2モデル。両モデル共に、「標準仕様」・「F SPORT」・「version L」の3種の仕様を用意。また、RC FはV型8気筒5.0Lエンジンを搭載。
RCのボディカラーは全10色。全グレード共通色として、「プラチナムシルバーメタリック」、「マーキュリーグレーマイカ」、「ソニックチタニウム」、「ブラック」、「スターライトブラックガラスフレーク」に加え、新規開発色「ラディアントレッドコントラストレイヤリング」（メーカーオプション）を設定。「標準仕様」と「version L」には、さらに「ホワイトパールクリスタルシャイン」が追加される。また、「F SPORT」には、専用色として「ホワイトノーヴァガラスフレーク」に加え、新規開発色となる2色「ラヴァオレンジクリスタルシャイン」と「ヒートブルーコントラストレイヤリング」（メーカーオプション）を設定する。インテリアカラーは、「標準仕様」（シートマテリアル：L tex）と「version L」（同：セミアリニン本革）に「クローブ」、「ムーンストーン」、「トパーズブラウン」、「ブラック」の4色を設定。また、「F SPORT」のみ「トパーズブラウン」に替わり、専用設定の「ダークローズ」が選択可能。
RC Fのボディカラーは、専用色「ソニックシルバー」のほか、「ホワイトノーヴァガラスフレーク」、「マーキュリーグレーマイカ」、「ブラック」に、「ラディアントレッドコントラストレイヤリング」（メーカーオプション）、「ラヴァオレンジクリスタルシャイン」、「ヒートブルーコントラストレイヤリング」（メーカーオプション）の新規開発色3色を加えた全7色を設定。インテリアでは、アルカンターラ/セミアリニン本革ハイバックスポートシート（インテリアカラー：ブラック）を標準装備。また、メーカーオプション設定となるセミアリニン本革ハイバックスポートシートでは、インテリアカラーは「ブラック」に加え、「フレアレッド」、「ホワイト」、「ブラック＆アクセントオレンジ」の計4色から選択可能となる。
2015年9月17日
RC・RC F共に一部改良（10月1日発売）。
RCには、直列4気筒2.0L直噴ターボエンジン「8AR-FTS」型を搭載する「RC200t」を新設定。最高出力180kW（245PS）、最大トルクは350N･m（35.7kgf･m）を発生する。トランスミッションは、電子制御8速オートマチック「8-Speed SPDS」を組み合わせ、パフォーマンスダンパー（フロント）を新採用。「RC350」の「F SPORT」には、パフォーマンスダンパー（フロント）トルセンLSD、"F SPORT"専用オレンジブレーキキャリパー（フロント・リヤ/フロントLEXUSロゴ）を新たにメーカーオプション設定とした（RC200t F SPORTにも設定）。ボディカラーは「標準仕様」と「version L」専用色である「ホワイトパールクリスタルシャイン」を「ソニッククォーツ」に変更した。
RC F は、リアサスペンションアームとブッシュの変更を行ったほか、エンジンは組み立て後に一基ずつ回転バランスを調整する専用工程を追加。ブレーキキャリパーのロゴを「LEXUS」からレクサススポーツの象徴である「F」に変更し、専用オレンジブレーキキャリパー（フロント・リヤ）を新たにメーカーオプション設定。エクステリアでは、4連エキゾーストディフューザーの意匠を変更し、インテリアでは直線基調のアルミ製スポーツペダル＆フットレストを新採用した。
2016年8月25日
RC・RC F共に一部改良。
RCは、ボディカラーの設定を変更。「スターライトブラックガラスフレーク」に替わり、「グラファイトブラックガラスフレーク」を設定し全10色とした。また、アルミホイール（18インチ・19インチ）の本体色をダークメタリック塗装に変更して切削光輝を施し、スピンドルグリル（専用グリルを採用する「F SPORT」を除く）はカラーリングをスターライトブラックガラスフレークに変更。さらに、「RC200t」のみの設定であったパフォーマンスダンパー（フロント）を「RC350」にも新たに標準装備した。
RC Fは、標準設定のアルミホイールの意匠を7本スポークに変更。走行性能では、F”モデル用に開発した「NAVI・AI-AVS」標準装備。ショックアブソーバーの減衰力を電子制御し、ロール姿勢の最適化とステアリングレスポンスの向上を図るとともに、ナビゲーションのコーナー情報からあらかじめ制御を行うことで優れた旋回性能も確保した。また、エンジンコンパートメントブレースを取り付けるブラケットをアルミダイカスト製に変更し、フロントのボディ剛性を強化。さらに、電動パワーステアリング（EPS）と「TVD」（メーカーオプション）のチューニングを実施した。
RC・RC F共通の変更点として、G-Linkの機能である「LEXUS Apps」や「マップオンデマンド」等で、高速データ通信が可能となるLTE通信に対応した。
2017年11月30日
RC・RC F共に一部改良。（同日発売）同時にRCの特別仕様車を設定。（2018年2月1日発売）。
両モデル共通で、予防安全パッケージ「Lexus Safety System +」を全車に標準装備。プリクラッシュセーフティシステム（歩行者検知機能付衝突回避支援タイプ）、レーンディパーチャーアラート(ステアリング制御機能付)、レーダークルーズコントロール（全車速追従機能付）、オートマチックハイビームをパッケージ化し、安全運転支援の強化。また、ナビディスプレイは10.3インチに拡大し利便性を向上するとともに、ドライブモードセレクトには「CUSTOMモード」を新設し、パワートレーン、シャシー、空調の各制御の組み合わせが自由に選択可能となった。
「RC350」は、V型6気筒3.5Lエンジンを「2GR-FSE」型から、アトキンソンサイクルを採用した「2GR-FKS」型に換装。JC08モード走行燃料消費率が「0.4km/l」向上し「10.2km/l」に改善。なお、最高出力/最大トルクの数値に変化はなく、234kW（318PS）/ 380N･m（38.7kgf･m）を発生する。但し、最高出力の発生回転数は6,400rpmから6,600rpmと高くなった。また、2.0Lターボエンジン搭載車は「RC200t」から「RC300」に改称。さらに、インテリアカラーの「ムーンストーン」は「vesion L」専用色に変更となった。
RC Fは、ブラインドスポットモニターとリヤクロストラフィックアラートを標準装備化。またボディカラーは「ネープルスイエローコントラストレイヤリング」（メーカーオプション）を追加するとともに、「ソニックシルバー」、「ブラック」をそれぞれ「ソニックチタニウム」、「グラファイトブラックガラスフレーク」に変更し全8色とした。
RCの特別仕様車「F SPORT Prime Black」は、「F SPORT」をベースに、ボディカラーを「グラファイトブラックガラスフレーク」、インテリアカラーを専用の「ブラック＆オレンジステッチ」とし、漆黒メッキのスピンドルグリルフレーム、マットクリア塗装の19インチアルミホイール、ブラックステンレスのウインドウモール、職人が一つずつ本杢を墨色に仕上げたステアリングホイールなど、内外装をブラックを基調としたコーディネートとした。また、専用墨本杢調オーナメントパネル、三眼フルLEDヘッドランプ（ロー・ハイビーム）＆LEDフロントターンシグナルランプを特別装備としている。
2018年2月1日
RC Fの特別仕様車「F 10th Anniversary」を限定発売。
“F”誕生10周年を記念したRC Fの特別仕様車「F 10th Anniversary」を設定し、2月1日から先着順で予約受付を実施することを発表。5月に台数限定（35台）で発売された。エクステリアは、新規開発されたボディカラー「マット マーキュリーグレーマイカ」を採用したほか、「CFRP」製のフロントサイドスポイラー・サイドエアアウトレット＆大型ロッカーモール・リヤサイドスポイラー・リヤディフューザーや、専用チタンマフラー／ブルーサテンマフラーバッフル、専用エンボスルーフを採用し軽量化を実現。パフォーマンスダンパーの採用とともに、走行性能の向上を図っている。また、鍛造アルミホイールには、BBS製の「専用ブラック塗装・スパイラル10本スポーク」を採用したほか、専用ブルーブレーキキャリパー（フロント・リヤ）を特別装備とした。インテリアでは、“F”のシンボルカラーであるヒートブルーをモチーフとした「ブルー」の専用内装色を採用。セミアニリン本革ブルー＆アクセントホワイトハイバックスポーツシート（前席）、ブルー＆アクセントホワイトステアリング／シフトノブ、ブルーカーボンオーナメントパネル、専用アニバーサリープレートを特別装備している。
2018年8月30日
マイナーチェンジした新型「RC」を世界初公開。同年10月2日に開催されるパリモーターショーに出展を予定としたほか、日本での発売は2018年10月下旬を予定、と発表。
2018年10月31日
RCをマイナーチェンジ。
外観はヘッドランプ下のバンパーコーナーの造形が変更され、フロントの「スピンドルグリル」は上下で開口比率を徐々に変化させたメッシュパターンに変更。ヘッドランプは超小型三眼LEDユニットを縦方向に配置され、L字型のLEDクリアランスランプと組み合わせた（「version L」に標準装備、「F SPORT」にメーカーオプション設定）。また、リアはバンパーコーナーにエアダクトが設けられ、リアコンビネーションランプのデザインも変更された。「F SPORT」では、LCやLSのデザインを継承した専用19インチアルミホイールが設定された。ボディカラーは「プラチナムシルバーメタリック」に替わり「スパークリングメテオメタリック」を追加。また、「F SPORT」専用色として「ネープルスイエローコントラストレイヤリング」（メーカーオプション）を追加し、全11色となった。
内装はヒーターコントロールパネルとオーディオパネルがヘアライン調に変更され、ニーパッドを大型化。インストルメントパネルにはLCと同意匠のアナログクロック（GPS時刻補正機能付）を採用。オーナメントパネルは「F SPORT」において本アルミ（名栗調仕上げ/シルバー）やダークグレーヘアラインを追加して5種類に、インテリアカラーはLCを継承したオーカーや新規設定色のブラック&アクセントマスタードイエローを追加し7色（「F SPORT」専用色を含む）を設定した。
サイドウィンドウモールはフィン形状化され、19インチアルミホイール装着車はグリップ性能を高めたタイヤに変更。サスペンションではショックアブソーバーが改良され、ブッシュをより高剛性化、2.0Lターボエンジン車の「RC300」はアクセル動作に対するレスポンスが向上された。
2019年1月14日
2019年北米国際自動車ショー（デトロイトモーターショー）にて、マイナーチェンジしたRC Fを世界初公開。日本では2019年5月を発売予定、と発表。
2019年5月13日
RC Fをマイナーチェンジ。
車両重量が20kg軽量化され、新開発のタイヤの採用やエンジンマウント・サスペンションメンバーブッシュ・ステアリングラックブッシュなどの剛性を向上。エンジンは出力が向上され、エアクリーナーの形状を変更し、スロットル制御を改良。また、ディファレンシャルのローギア化が図られた。
外観はフロントスポイラーのコーナーにカナード形状が取り入れられ、サイドのロッカーモール後端にアンダーカット形状をつくり、前後のホイールハウスにエアアウトレットが設けられた。また、スポーツ走行における鋭いスタートダッシュを実現するため、エンジントルクの制御を行うことで発進時のタイヤの空転を防ぐローンチコントロールが採用された。
新たに高性能バージョンの「Performance package」が設定された。本バージョンでは、外装部品にCFRPを用いたカーボンフロントスポイラー、カーボン大型ロッカーフィン、カーボンエクステリアパーツ（エンジンフード・ルーフ）が採用されたほか、軽量鍛造アルミホイール（マットブラック塗装）、チタンマフラーを装着。さらに、専用装備としてカーボンパーテンションブレース、カーボンセラミックブレーキ、カーボンリアウィングも採用されたことで約70kg軽量化されるとともに、ディスクローターはリアをフロントと同系の380mmとし、ブレーキキャリパーはF専用レッドとした（なお、カーボンフロントスポイラーとカーボン大型ロッカーフィンは標準仕様と「Carbon Exterior package」にオプションで、軽量鍛造アルミホイールは標準仕様と「Carbon Exterior package」にディーラーオプションでそれぞれ設定されているほか、カーボンエクステリアパーツは「Carbon Exterior package」にも標準設定されている）。
なお、今回のマイナーチェンジでWLTCモードによる燃料消費率並びに排出ガスに対応し、「平成30年排出ガス基準50%低減レベル（☆☆☆☆）」認定を取得した。
2019年10月31日
RCを一部改良。
マルチメディアシステムがSmartDeviceLink・Apple CarPlay・Android Autoに対応し、iPhoneやAndroidスマートフォンを10.3インチワイドディスプレイに連携させることで画面操作や音声操作が可能となった。
2020年9月17日
RC・RC F共に一部改良。
RCはスポット溶接打点の追加によりボディ剛性が向上され、スタビライザーバーに高強度鋼材を、リアアッパーアームに高強度アルミ材をそれぞれ採用し、ばね下質量が低減された。RC300はエンジンの最高出力を発生させる回転数を5,200～5,800rpmに拡大し、RC300hはアクセル操作に対する駆動力制御を最適化した。安全装備も充実化され、電動パーキングブレーキ/ブレーキホールド、レーダークルーズコントロール（全車速追従機能付）、クリアランスソナー&バックソナー、ブラインドスポットモニター（BSM）、リアクロストラフィックアラート（RCTA）を全車に標準設定された。
RC FはRCでは2019年10月の一部改良時に適用されているマルチメディアシステムのSmartDeviceLink・Apple CarPlay・Android Autoへの対応を行うとともに、クリアランスソナー&バックソナーの全車標準装備も行われた。
ボディカラーはRC・RC F共通で新色の「ソニッククロム」が設定された。
なお、今回の一部改良でRCがWLTCモードによる燃料消費率並びに排出ガスに対応し、RC300hは「平成30年排出ガス基準75%低減レベル（☆☆☆☆☆）」認定を取得した。
2020年10月28日
RC特別仕様車「Emotional Ash」を設定、同日より発売された。
RC300・RC300h・RC350の各「F SPORT」をベースに、外観はスピンドルグリルを黒光輝塗装に、19インチアルミホイールをブラックスパッタリング塗装に、ドアミラーをブラック塗装に（ただし、ボディカラーで「グラファイトブラックガラスフレーク」を選択した場合はボディカラー同色となる）、マフラーカッターをブラックメッキにそれぞれ変更。内装はステアリングホイールやパワーウインドゥスイッチベース、インストルメントパネルのオーナメントに銀墨本杢が採用され、本革スポーツシートにシルバーステッチが施され、8インチTFT液晶式メーターのオープニング画面を専用仕様とした。そのほか、ヘッドランプを三眼LED（ロー・ハイビーム）仕様とした。
2021年9月2日
RC Fを一部改良（10月発売予定）。
「Performance package」にフロントシート、シートベルト、ステアリングホイール、メーターフードなどにアクセントカラーのブルーを施した専用内装色のブラック&アクセントブルーが新規設定され、フロントシートに使用しているアルカンターラをステアリングホイールとシフトノブにも採用。また、マットブラック塗装を施した10本スポークの19インチ鍛造アルミホイールを新設定し、「Carbon Exterior package」に標準装備、標準仕様にメーカーオプション設定された。
2022年12月22日
RC・RC F共に一部改良。
ホイールの締結にワッシャ付ハブボルトが採用され、アブソーバー特性やAVS・EPS制御を最適化。アルミホイールのデザインも刷新され、RCの"F SPORT"には専用ENKEIホイールを新規設定。RC Fにはスーパーグロスブラックメタリック塗装・10本メッシュスポークもしくは切削光輝+マットブラック塗装・スパイラル10本スポークが新たに採用された。
「Lexus Safety System+」は単眼カメラとミリ波レーダーの性能向上により、プリクラッシュセーフティは昼間の自転車運転者、夜間の歩行者、交差点右折前に前方から来る対向直進車、右左折時に前方から来る横断歩行者も検知可能となり、ドライバーの操舵をきっかけに車線内で操舵をアシストする緊急時操舵支援などの機能を追加。高度運転支援機能のレーントレーシングアシスト（LTA）の車線認識にAI技術を活用することで支援範囲が拡大され、レーダークルーズコントロール（全車速追従機能付）にはカーブの大きさに合わせて予め減速するカーブ速度抑制機能を追加。カメラで主要な道路標識を読み取り、マルチインフォメーションディスプレイ上に表示するロードサインアシスト（RSA）を採用した。
マルチメディアシステムはタッチパネル式のディスプレイが採用され、同時にインストルメントパネルのアッパーデザインを刷新。レジスターの形状が丸型に変更された。
RC Fはフロントとリアの剛性のバランスが見直され、Dレンジパドルシフト変速制御を改良。パーキングブレーキは既にRCに設定されているブレーキホールド機能付電動パーキングブレーキに変更された。
2023年10月5日
RC F特別仕様車"Enthusiast（エンスージアスト）"と"Emotional Touring（エモーショナルツーリング）"が発表された。
2モデル共通で、"Performance Package"をベースにした高精度チューニングエンジン・リヤディファレンシャルが採用され、エンジンカバーには専用バッジ、パワーウィンドウスイッチには専用オーナメントがそれぞれ装着。プロジェクションカーテシイルミが特別装備された。外観やボディカラーで差異があり、ボディカラーには両モデル共に新規設定となる限定色のチタニウムカーバイドグレーが設定されるが、"Emotional Touring"はチタニウムカーバイドグレーのみ、"Enthusiast"はチタニウムカーバイドグレーを含む4色が設定される。"Emotional Touring"はカーボンフードがボディカラー同色となり、格納式のカーボンアクティブリヤウイングが追加される。
各25台ずつの限定となるため抽選販売が採られ、同月18日まで抽選申込を受け付け、当選者には申込んだ販売店から同月20日以降に連絡の上で商談が開始される。
2023年10月11日
米国で、RC F "Track Edition（トラックエディション）" を発表。
カーボンファイバー製ボンネットやルーフ、固定式リアウイング、ブラック＆ブルーのアルカンターラ内装、ブレンボ製カーボンセラミックブレーキ、日立製ショックアブソーバーなどを標準装備。
2025年1月16日
RCおよびRC Fの生産終了を発表した。これに伴い、両車には特別仕様車 "Final Edition（ファイナルエディション）" を設定し、同日より発売した。なお、パッケージもこの仕様に限られ、RCFは限定200台、RCは台数制限はない。
RCはENKEI製19インチアルミホイール、レッドブレーキキャリパー、ブラック塗装とスモーク塗装加飾を施したオート電動格納式ドアミラーを装備。
RC FはRCの装備に加えて、高精度チューニングエンジン、リヤディファレンシャルのほか、BBS製19インチ軽量鍛造アルミホイール、カーボンアクティブリヤウイング（格納式）を採用した。
2025年11月
生産終了予定。

## 車名の由来
車名の「RC」は「Radical（＝急進的な、先鋭の、新しい、面白いの意味）Coupe」に由来。「350」は3.5Lエンジン、「300」は3.0Lガソリンエンジン並の動力性能を有することを、「h」はハイブリッドカーであることを表す。
「t」はターボカーであることを表す。「RC F」の「F」は「富士スピードウェイ」から来ている。

## モータースポーツ

### GT500

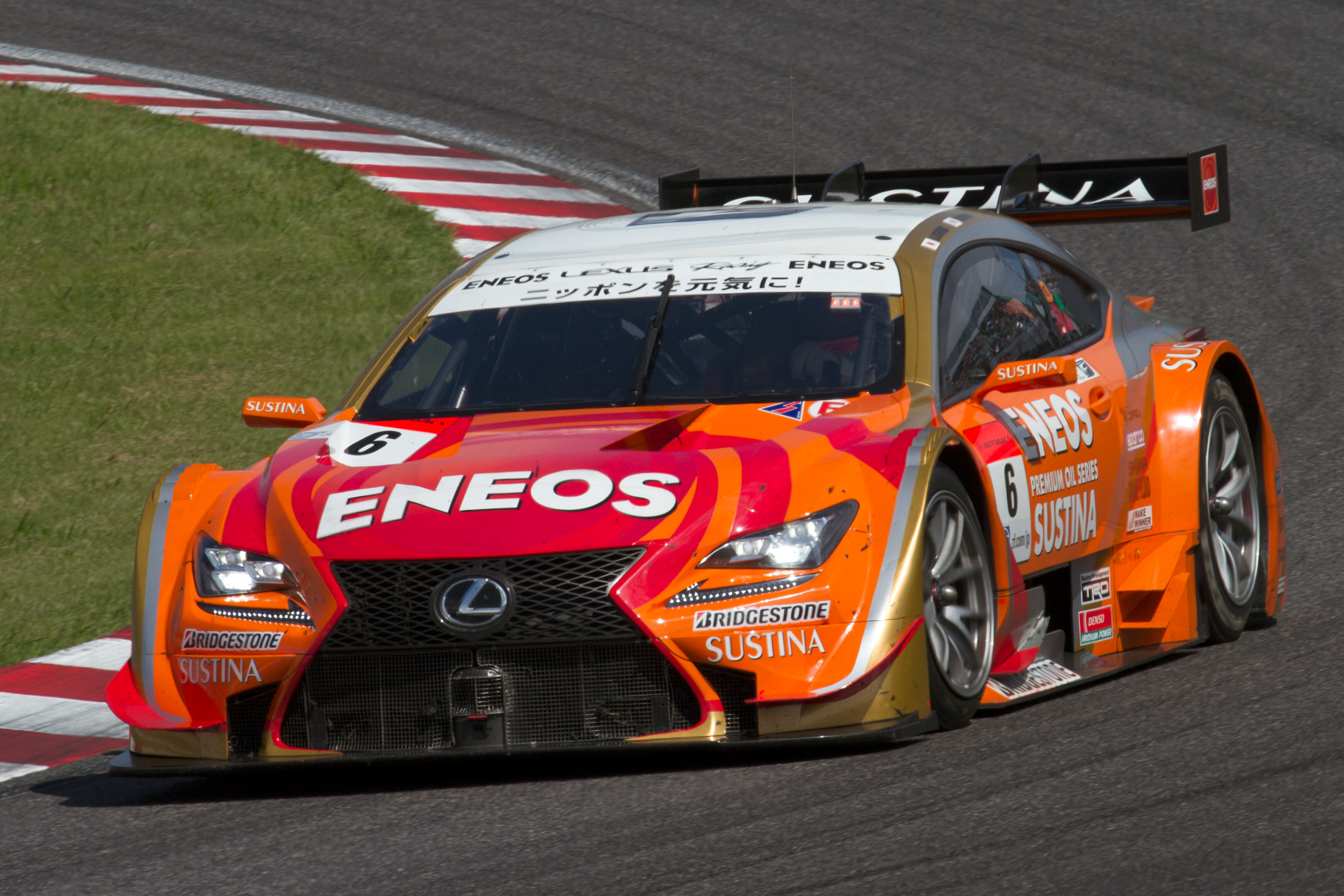
ENEOS SUSTINA RC F（2014年）

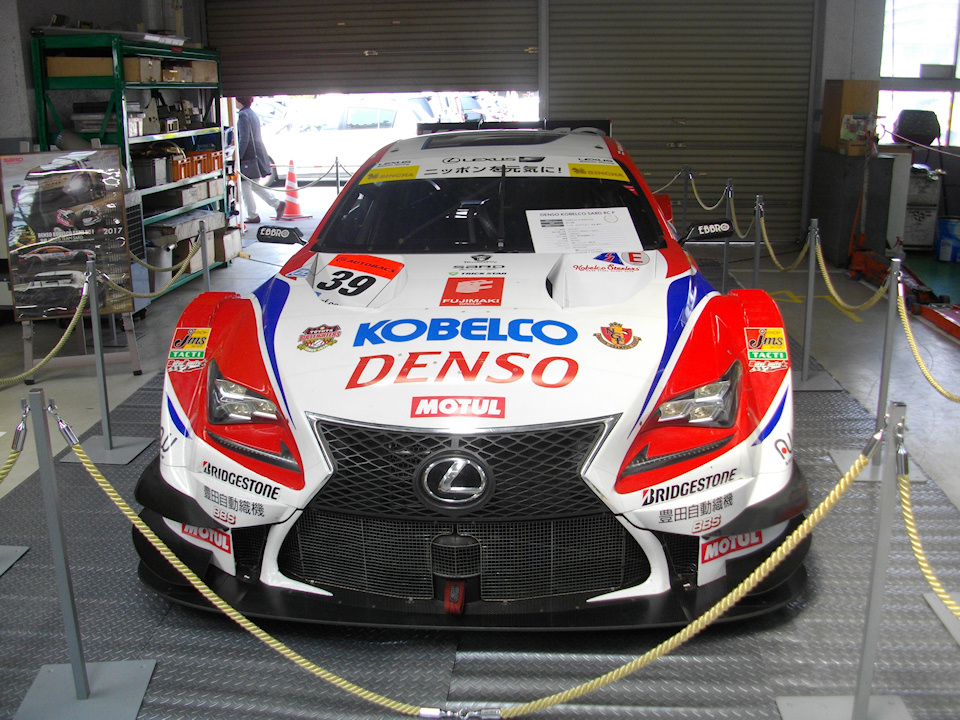
DENSO KOBELCO SARD RC F（2016年）

SUPER GTのGT500クラスにおいて、レクサス・SC430の後継のベース車両として2014年〜2016年の3年間に参戦していた。レギュレーションによりGT500クラスはシルエットタイプカーとなっているため、ボディカウルのデザインベースになっている点を除き市販車との共通点はほとんどない。エンジンにはスーパーフォーミュラでも使われているトヨタ・RI4Aが搭載された。GT-R勢に若干押されつつも、不調のNSX勢の代わりに競り合い続け、最終年の2016年にヘイキ・コバライネン/平手晃平組が駆るDENSO KOBELCO SARD RC Fがドライバーズタイトル・チームタイトルの2冠を獲得して有終の美を飾った。

### GT3

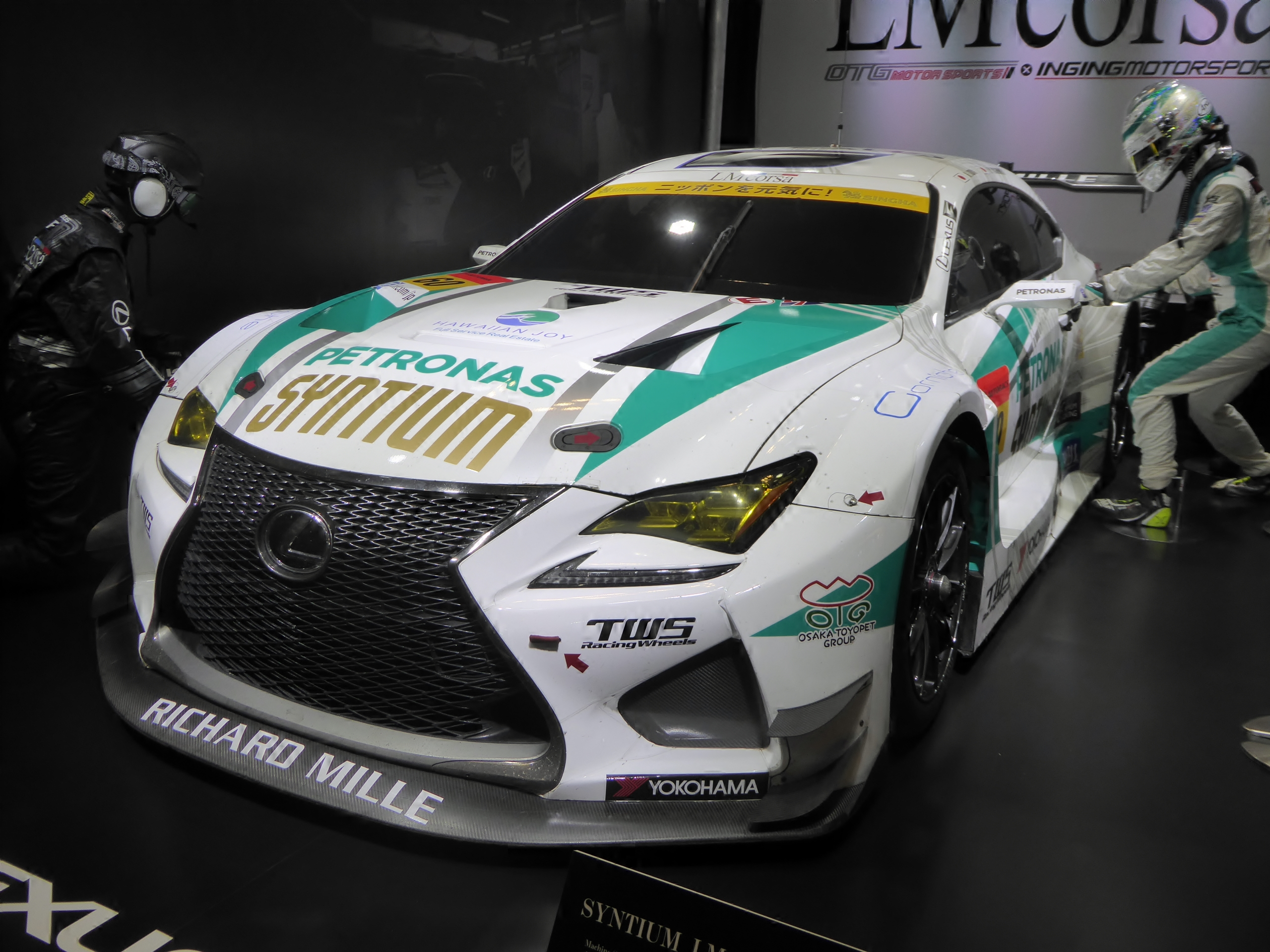
SYNTIUM LM Corsa RC F（2016年）

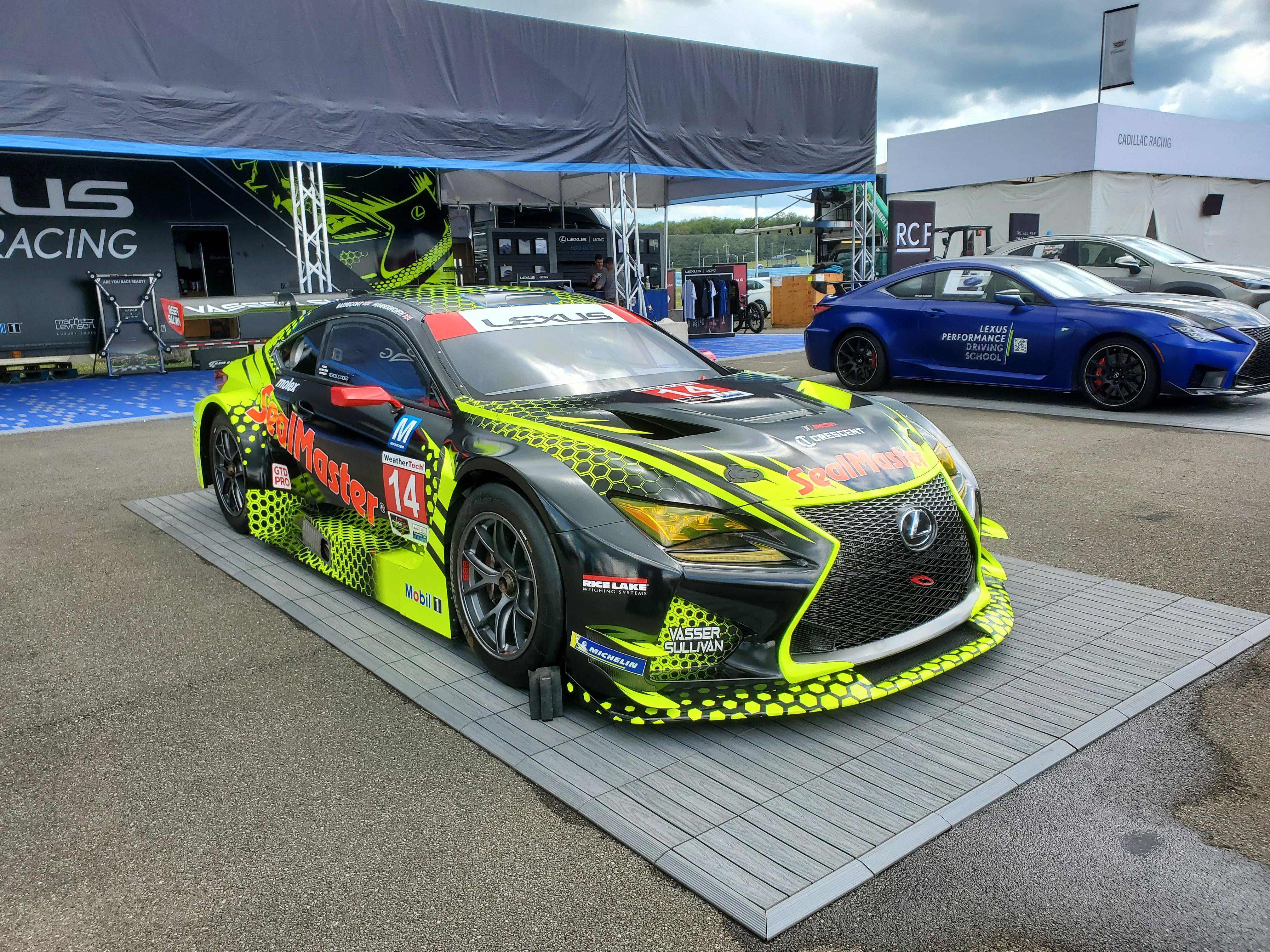
Vasser-Sullivan Racing RC F GT3（2022年）

グループGT3規定のRC Fも2017年より販売されている。こちらはGT500の車両とは異なり、大きく改良されているのの市販車がベースとなる。本来2014年にホモロゲーションを取得する予定であったが、市販車RCの開発期間中、本来カスタマー・アマチュア向けであったはずのGT3のレベルが、グループGT1消滅により大幅に上がってしまったため延期。開発は難航し、ホモロゲーション取得にはさらに3年の月日を要した。スーパーGTのGT300クラスには2015年と2016年にLM corsaから参戦していたが、FIAのホモロゲーション未取得であったため不利な性能調整を課せられ苦しんだ。しかし2017年にようやくホモロゲーションを取得すると、富士とタイでLM corsaが2勝を挙げてランキング3位につける活躍を見せた。2018年もK-tunes Racing LM corsaが鈴鹿とオートポリスで2勝しランキング6位となっている。
北米のIMSAウェザーテック・スポーツカー選手権（IWSC）のGTDクラスでも、2017年から3GTレーシングのオペレーションでセミワークス参戦。2018年ミッドオハイオとロードアメリカで2勝をマークした。しかし2019年から3GTとは離別し、エイム・バッサー・サリバン（AVS）とのジョイントでセミワークス参戦する。2023年のGTD プロクラスで、バッサー・サリバン・レーシングがドライバーズ、チーム、マニュファクチャラーの3冠を達成した。レクサスとしては初のタイトルとなった。
欧州ではエミール・フレイ・レーシングとファーンバッハー・レーシングが採用し、2017年にGTオープン、2018年にはブランパンGTシリーズ耐久カップに参戦。2018年ポール・リカール1000kmではエミール・フレイ・レーシングが最終ラップの争いを制し初優勝を挙げ、RC F GT3は日欧米のトップカテゴリで勝利を記録した初の国産GT3となった。しかし翌年エミール・フレイ・レーシングがランボルギーニ陣営へ引き抜かれると以降は勝利から遠ざかり、2020年終了をもって欧州でのサポートプログラムは一旦終了した。北米と日本は2023年現在も継続中である。
フランスのGTチームであるアコーディス・ASP・チームは、レクサスとの新たなパートナーシップを発表。FIA 世界耐久選手権（WEC）で2024年からスタートするLMGT3クラスに、RC F GT3の2台体制で参戦することを明らかにした。WECとシリーズの1戦である、ル・マン24時間レースにレクサス車の出場は初となる。

### ニュルブルクリンク24時間
2015年のニュルブルクリンク24時間レースで、GAZOO RacingがRCをLFAとともに起用。決勝は好調に進めたが、終盤のトラブルによりクラス4位（総合39位）で表彰台には手が届かなかった。2016年はRCとRC Fが参戦。RCは度重なるトラブルに見舞われリタイアに終わったが、RC FはSP-PROクラスで完走・優勝（総合24位）を収めた。2017年はRC一台のみでSP3Tクラスに参戦。アウディ・スバルの四輪駆動勢を相手に善戦し、クラス2位（総合25位）を獲得した。
2018年はレクサス専門チューナーのNOVELがRC FでIS FとともにSP8クラスに参戦し、クラス2位を獲得した。
2019年はNOVELとRACING PROJECT BANDOHとのジョイントにより、RC F GT3で総合優勝を争うSP9クラスにステップアップ。トラブルに塗れながらも総合45位/クラス19位で完走した。

### その他

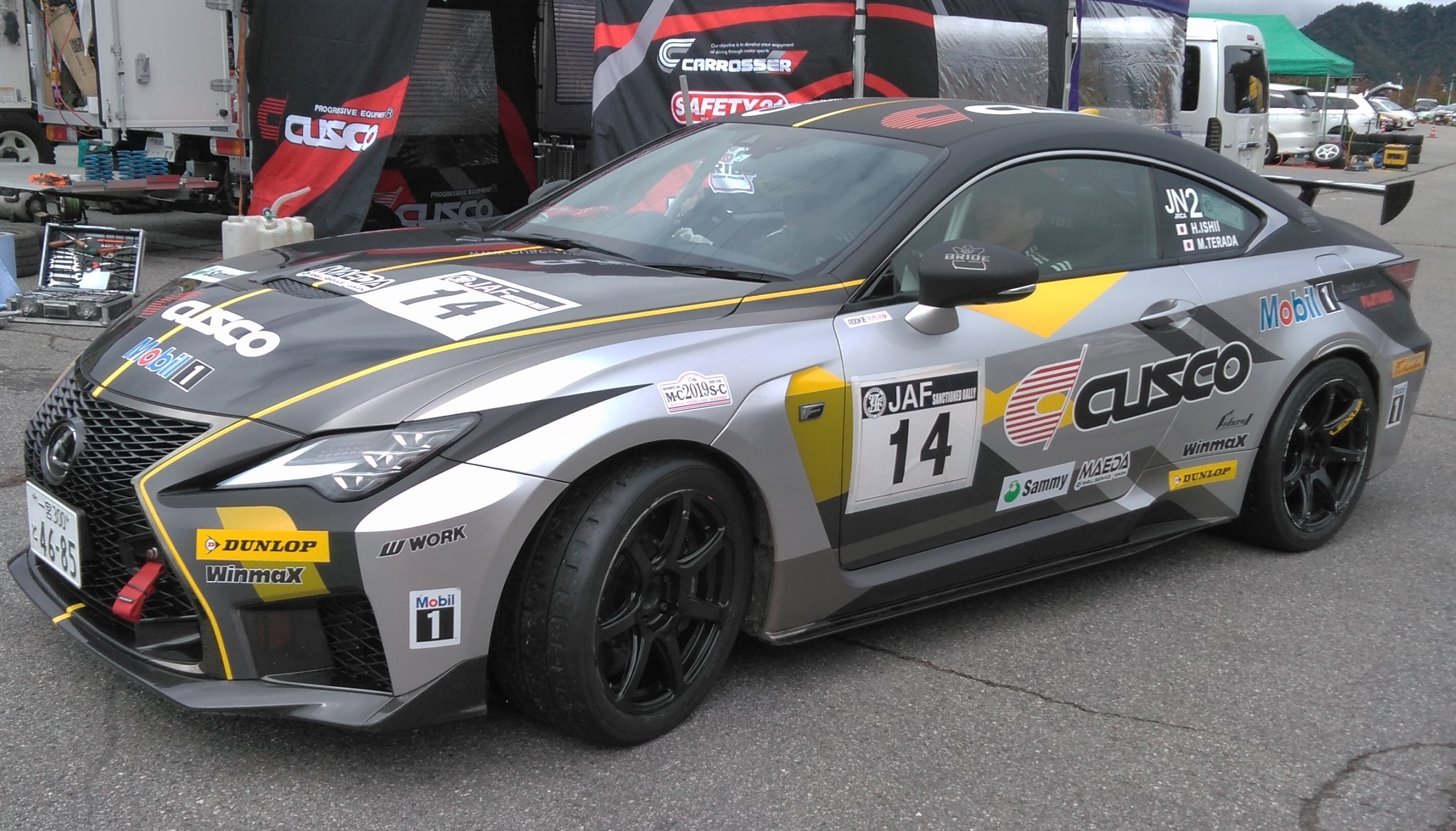
全日本ラリー選手権に参戦するRC F（2019年）

サーキット以外では、2015年のパイクスピーク・ヒルクライムにCCS-R（Circuit Club Sport Racer）仕様のRC Fが『RC F GT Concept』としてエントリー。タイムアタッククラスで3位を獲得している。
2019年にはクスコ・レーシングが全日本ラリー選手権のJN2クラスに、RC Fをターマック限定でエントリーさせている。小回りの利くコンパクトなグループR勢を相手に善戦し、数度表彰台に登っている。2021年ツール・ド・九州in唐津では念願の初優勝を飾った。